# 丹維爾 (印地安納州)
丹維爾（英語：Danville）是一個位於美國印地安納州亨德里克斯縣的城市。根據2010年美國人口普查，該地人口為9,001人，而該地的面積約為18.07平方千米。同時該地也是亨德里克斯縣的縣治。

## 地理
丹維爾的座標為39°45′39″N 86°31′04″W / 39.76083°N 86.51778°W，而該地的平均海拔高度為290米（即951英尺）。